# 無權代理
無權代理，乃是指無代理權人以被代理人之名義而做出的法律行為。無權代理主要有廣義及狹義之分，廣義的無權代理包含了「表見代理」以及「狹義無權代理」。

## 狹義的無權代理
狹義的無權代理是指單純欠缺代理權的無權代理。而欠缺代理權的原因可能是自始即未獲得授權，或是代理權授與行為無效，在此二種情況下，都可能會導致代理人所做出的代理行為成為無權代理。

### 成立要件
1. 代理人無代理權
2. 以本人名義
3. 須為法律行為

### 法律效果
關於無權代理所會產生的法律效果，主要有被本人的「承認權」、相對人的「催告權」以及相對人的「撤回權」，按中華民國民法分別於170條及171條做出規定。

#### 本人的承認權
無權代理人所做出的代理行為，原則上處於一種效力未定的情形，亦即，非經本人同意，對本人不生效力。(中華民國民法170條第一項)這意味著本人對於該無權代理行為具有「承認權」，也就是本人可以決定是否使該無權代理行為對其發生效力。而這種承認屬於一種「表意形成權」，就其性質而言，為一種「單獨行為」。承認所會發生的效果，將使該無權代理行為溯及於代理人行為時即對本人發生效力。

#### 相對人的催告權
由於無權代理行為再經本人決定是否承認以前，處於一種效力未定的狀態，而這將使法律關係處於一種不確定的狀態，對於相對人而言實屬不利，為了使法律關係能盡早明確，故法律在此賦予相對人有「催告」的權利，使其得向本人為催告，而若本人於其所定的時間內未對之確答承認與否，則視為本人拒絕承認(中華民國民法170條)，此時將使該無權代理行為自始對本人不發生效力。

#### 相對人的撤回權
對於無權代理行為，相對人除了可以行使「催告權」外，在本人未承認以前，尚可行使「撤回權」，撤回該法律行為。而此種撤回權只要於本人未承認以前皆可行使，縱使其已向本人為「催告」，於本人未確答以前，仍得行使。但若是相對人於做出法律行為時，即明知代理人無代理權時，則此時相對人不能行使撤回權，而僅能向本人行使催告權而已，此乃是因為撤回權是在保護善意的相對人，故相對人為惡意時，不得行使此種權利。

## 無權代理人的賠償責任
對於無權代理行為的善意相對人而言，有時可能會因為信賴該無權代理行為為有權代理，因此而遭受到損害，此時應該使其得向無權代理人請求損害賠償。因此中華民國民法於110條便規定：「無代理權人，以他人之代理人名義所為之法律行為，對於善意之相對人，負損害賠償之責。」此即無權代理人的賠償責任的依據。而這種賠償責任屬於一種「無過失責任」，意味著，無論無權代理人縱使無故意或過失，對於善意的相對人仍須負起賠償責任。

### 構成要件
1. 無代理權人為代理行為
2. 相對人係屬善意
3. 本人拒絕承認該代理行為
4. 相對人因該無權代理行為而受到損害

### 法律效果
無權代理人須對受損害的善意相對人負損害賠償責任，而就該損害賠償請求權的消滅時效而言，目前台灣實務見解認為，應該適用民法125條而為15年

### 例外
當無權代理人為無行為能力人或限制行為能力人時，目前台灣通說見解認為應該不使其負無權代理人的責任。因為就無行為能力人而言，其根本不具備為有效的意思表示之能力，故其所做出的法律行為應屬無效，本來即無成立無權代理的可能。而對於限制行為能力人來說，使其負此種無過失責任亦太過沉重，基於民法保護未成年人的立場，應使其無庸負此種責任才是。